# 백승우 (영화 감독)
백승우는 대한민국의 영화 감독이다.

## 작품
- 천안함 프로젝트
- 그리고 화가는 빛을 만났다
- 국정교과서516일 : 끝나지 않은 역사전쟁